# Mireille Mathieu à l'Olympia
 Mireille Mathieu à l'Olympia est le tout premier DVD de la chanteuse française Mireille Mathieu. Il a comme sous-titre  Une place dans mon cœur . Le concert a été enregistré en novembre 2005 lors de sa semaine de concert à l'Olympia pour fêter ses 40 ans de carrière. Le DVD est également sorti en Allemagne le 20 juillet 2007 sous le nom Live im Olympia.

## DVD 1 (Le concert)
- 1re partie

1. Mon credo (André Pascal/Paul Mauriat)
2. Ce soir ils vont s'aimer (Pierre André Dousset/Christian Gaubert)
3. Qu'elle est belle (Pierre Delanoé/Richard Ahlert/Eddie Snyder)
4. Tous les enfants chantent avec moi (Eddy Marnay/Bobby Goldsboro)
5. Santa Maria de la mer (Eddy Marnay/Christian Bruhn)
6. Paris en colère (Maurice Vidalin/Maurice Jarre)
7. Si je revenais (Iren Bo/Jean-Marc Haroutiounian)
8. Une histoire d'amour (Francis Lai/Catherine Desage)
9. La vie en rose (Édith Piaf/Louiguy)
10. Je t'aime avec ma peau (Catherine Desage/Francis Lai)
11. Ma mélodie d'amour (Boris Bergman/Henri Meyer)

- 2e partie

1. Une place dans mon cœur (Julien Melville/Patrick Hampartzoumian)
2. L'aveugle (S. Saguy/Folklore)
3. Tu es celui (Bobby Goldsboro/Sophie Nault)
4. Pardonne-moi ce caprice d'enfant (Patricia Carli)
5. Tu m'apportais des fleurs (Eddy Marnay/A. et M. Bergman/Neil Diamond)
6. Rien de l'amour (Sophie Nault/Louis Cote)
7. Acropolis Adieu (Catherine Desage/Christian Bruhn/Georges Buschor)
8. Une femme amoureuse (Eddy Marnay/Robin Gibb/Barry Gibb)
9. Nous on s'aimera (Franck Gerald/Claude Bolling)
10. Un peu d'espérance (Patrice Guirao/Francis Lai)
11. Medley [Over the rainbow (anglais), Sakura (japonais), Molli Roy (chinois), Solamente una vez (espagnol), Die Tage der Liebe de Schubert (allemand), Lascia ch'io pianga de Haendel (italien), O chi chornie (russe)]
12. Quand on a que l'amour (Jacques Brel)
13. Milles colombes (Eddy Marnay/Christian Bruhn)
14. La dernière valse (H. Ithier/L. Reed)
15. Non je ne regrette rien (Michel Vaucaire/Charles Dumont)

## DVD 2 (Les suppléments)
- Une place dans mon cœur

Retour sur 40 ans de succès depuis son premier concert à l'Olympia, une interview de Mireille Mathieu entourée de ses proches (amis, famille, techniciens, musiciens, célébrités...) et de nombreux fans.
 (durée : 59 min, réalisé par Mathias Ervyn) 
- Présentation de l'album 2005

Interview et chansons.
 (durée : 15 min, réalisé par Stéphane Cazenav) 